# Gjøa
El Gjøa fue el primer barco que logró atravesar el paso del Noroeste, en el océano Ártico. La expedición, encabezada por Roald Amundsen, partió de Oslo en 1903 y arribó a la bahía de San Francisco en 1906.

## Características
El Gjøa es un pequeño sloop de 1 mástil y 47 toneladas. Tiene 21 metros de eslora, por 7 de manga. Su calado original era de 2 metros, pero fue aumentado a 3 metros, tras las modificaciones realizadas para la expedición de Amundsen. Para reforzar el casco del barco, se colocó un revestimiento de hierro en la popa y tablas de madera de roble, de 70 cm de espesor, en la proa. También fue instalado un motor de combustión interna, con una potencia de 13 HP (10 kW). La tripulación debía compartir un camarote de 1,8 por 2,7 metros.

## Historia

### Primeros años
El Gjøa fue botado en 1872, en los astilleros Knut Johannesson Skaala, ubicados en el fiordo de Hardanger. El barco fue bautizado en honor a Gjøa Sexe, la esposa del armador, Asbjørn Sexe.
Durante sus primeros años de servicio, al mando del capitán Asbjørn Sexe, el sloop fue utilizado para la pesca del arenque del Atlántico, a lo largo de la costa norte de Noruega. Un invierno, realizó el trayecto Bergen - Stamsund en 67 horas, estableciendo un récord de velocidad noruego, para una nave de esas características.
En 1882, el Gjøa resultó gravemente dañado en Kabelvåg. Dos años después, fue adquirido y reparado por Hans Christian Johannesen, quien lo utilizó para la pesca de focas en aguas del océano Ártico por espacio de 18 años.

### Bajo el mando de Amundsen
Roald Amundsen compró el Gjøa el 28 de marzo de 1901. Pocos meses después, durante el verano en el hemisferio norte, Amundsen realizó un viaje de prueba por el océano Ártico, a fin de evaluar las mejoras que serían necesarias, para la expedición a través del paso del Noroeste.

## El paso del noroeste

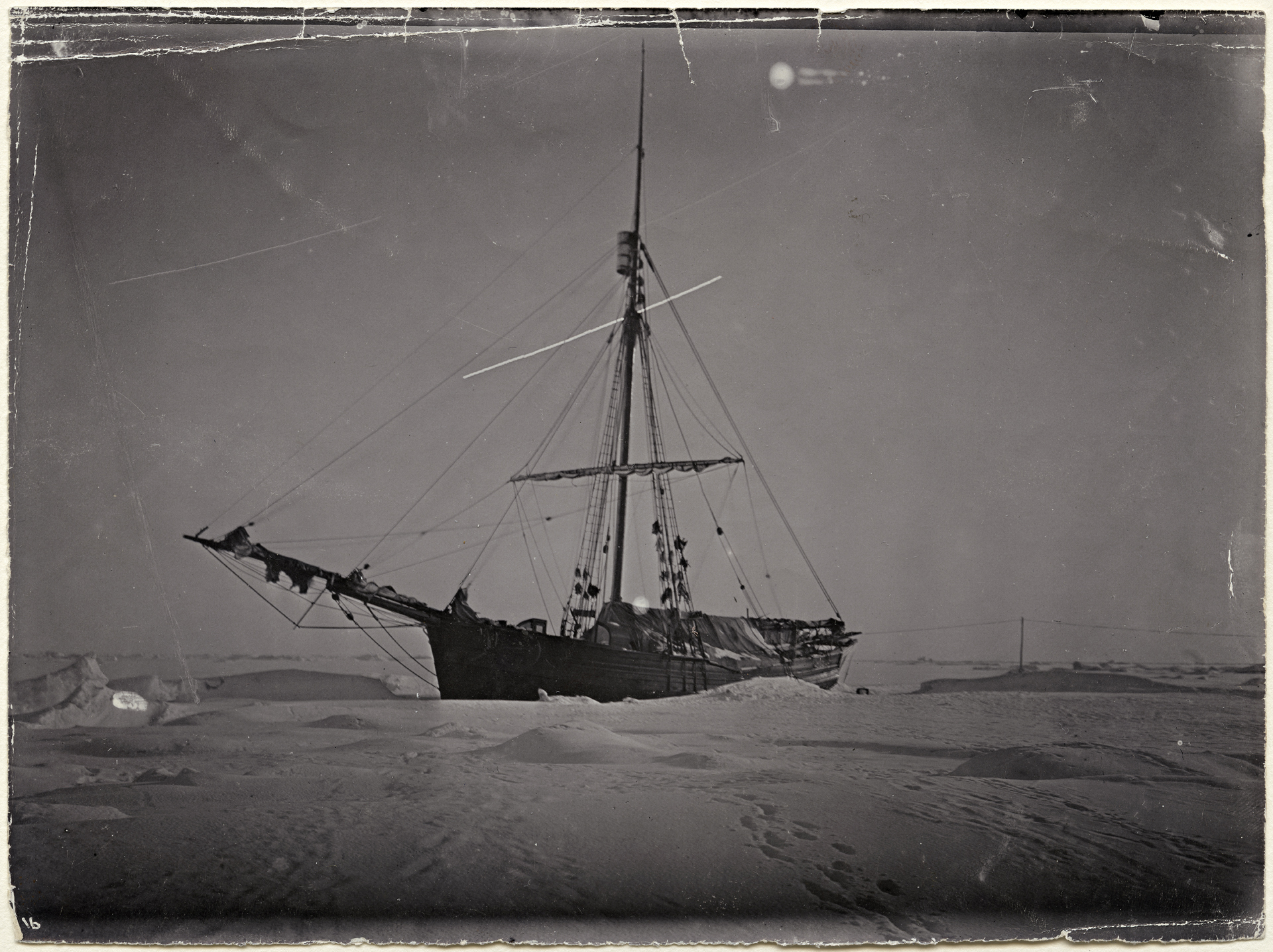
El Gjøa invernando en King Point.

Roald Amundsen partió de Oslo la noche del 16 de junio de 1903, rumbo a Godhavn, en Groenlandia; luego prosiguió a través del estrecho  Barrow, para alcanzar la isla Beechey el 22 de agosto.
El Gjøa encalló en unas rocas sumergidas en cercanías del estrecho de James Ross; luego, se declaró un peligroso incendio cerca de los depósitos de combustible, que fue sofocado rápidamente por la tripulación. Tres días después, volvió a encallar, esta vez en un arrecife próximo a Isla Matty. La tripulación arrojó algunas provisiones por la borda, en su lucha para liberar el Gjøa de la varadura.
Uno de los objetivos de la expedición era la ubicación del Polo Norte magnético.  Para realizar las investigaciones científicas, Amudsen buscó refugio en una pequeña bahía y estableció un pequeño asentamiento que bautizó Gjoa Haven, en honor al pequeño sloop.

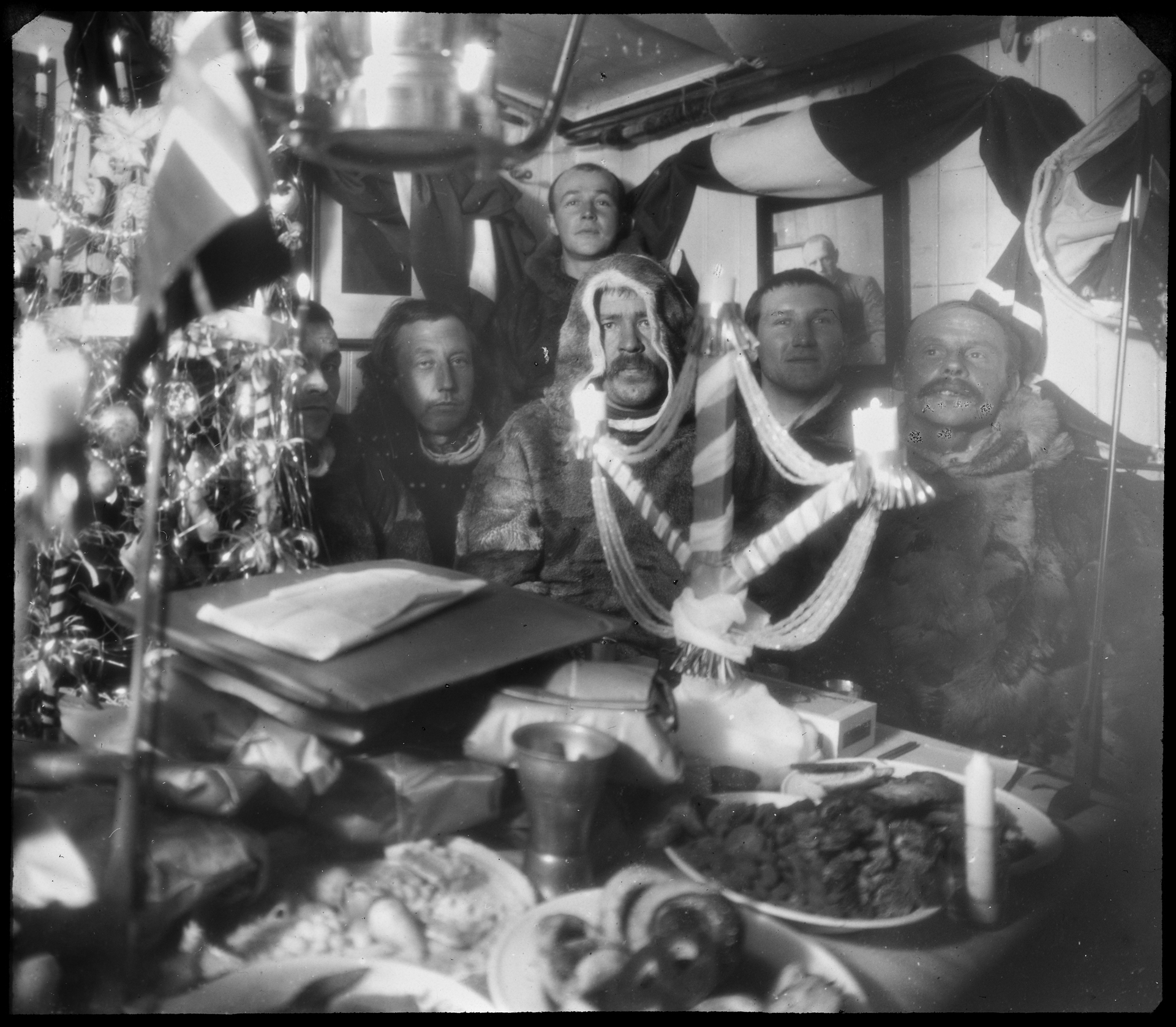
La tripulación celebró la Navidad de 1903 a bordo del Gjøa, mientras se encontraba fondeado en Gjoa Haven.

El Gjøa permaneció en Gjøa Haven durante 18 meses; durante los cuales, entre otras actividades, Amudsen ubicó el polo norte magnético en 70°30′0″N 95°30′0″O / 70.50000, -95.50000.
La expedición prosiguió el 13 de agosto de 1905 y llegó a la bahía de Cambridge el 17 de agosto, completando el pasaje a través del paso del noroeste. El 26 de agosto, el Gjøa encontró un barco ballenero norteamericano, el primero que divisaban proveniente del oeste. Las malas condiciones climáticas impidieron proseguir; la expedición debió pasar ese invierno en King Point, cerca de la desembocadura del río Mackenzie.
Finalmente el Gjøa partió de King Point el 10 de julio de 1906, y tras una breve escala en la isla Herschel, atravesó el estrecho de Bering el 24 de agosto. La tripulación recibió una calurosa bienvenida cuando llegó, el 31 de agosto de 1906, a la ciudad norteamericana de Nome. La expedición finalizó cuando el Gjøa arribó a la bahía de San Francisco el 19 de octubre de 1906.

## Preservación

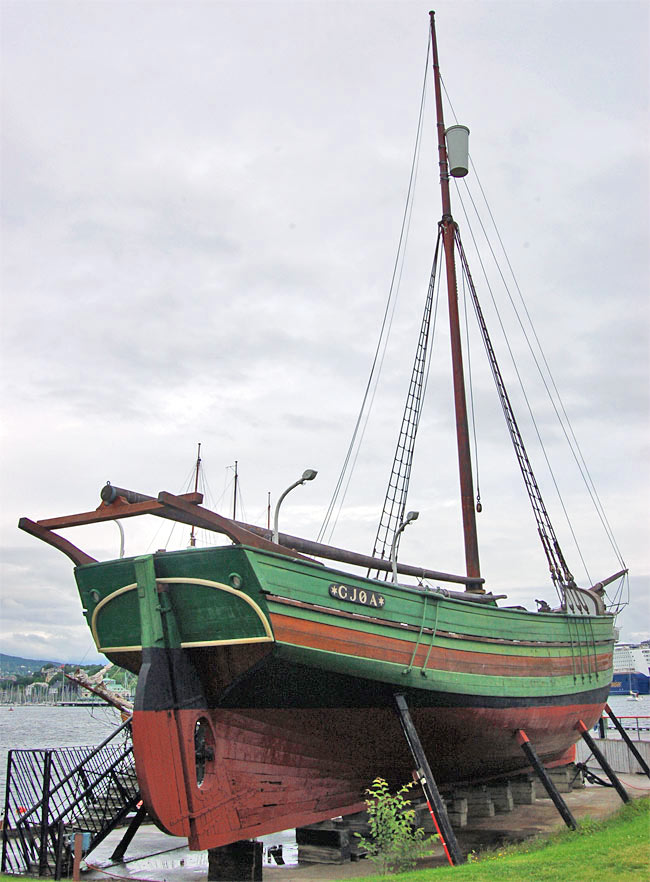
Preservado en el Museo del Fram en 2009.

### San Francisco
Tras el arribo a San Francisco, el Gjøa permaneció en el puerto, mientras se consideraban alternativas sobre su futuro. Luego de tres años, el 5 de julio de 1909, el barco fue colocado en exposición sobre un pedestal en el Golden Gate Park de San Francisco. El paso de los años, las inclemencias climáticas, el vandalismo y los robos, deterioraron con gravedad al barco. Fue necesario un aporte económico del Parlamento de Noruega para que se lleven a cabo trabajos de restauración en 1949.
A finales de la década del 60, el barco estaba nuevamente en un estado deplorable. Se formó un comité con la finalidad de promover el traslado del Gjøa a Noruega; esto se logró en 1972, año del centésimo aniversario, tanto del nacimiento de Roald Amundsen, como de la botadura del Gjøa.

### Oslo
El Gjøa arribó al puerto de Oslo a bordo del buque Star Billabong el 2 de junio de 1972. Luego de la ceremonia de rigor, fue puesto bajo custodia del Museo Marítimo de Noruega. El pequeño sloop, fue sometido a un intenso trabajo de restauración, antes de ser puesto en exhibición en Bygdøynes.
En mayo de 2009, el Gjøa fue transferido al museo del Fram, donde quedó protegido en un edificio construido ex-profeso.

## Imágenes

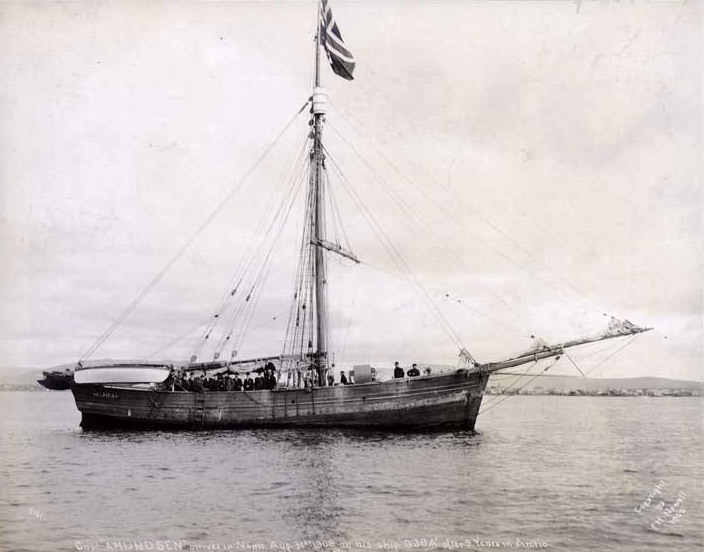
El Gjøa en Nome.
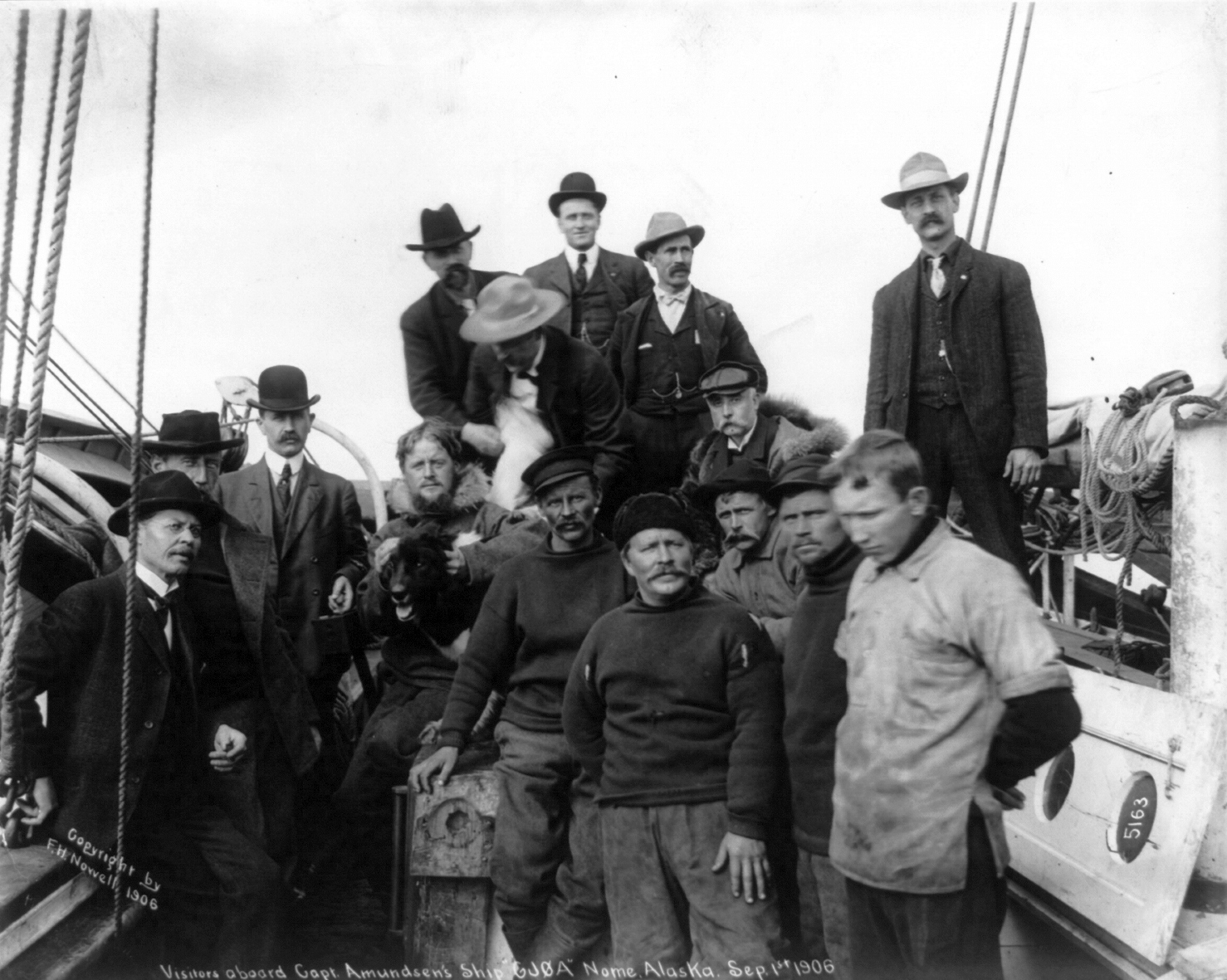
Visitantes a bordo del Gjøa, en Nome.
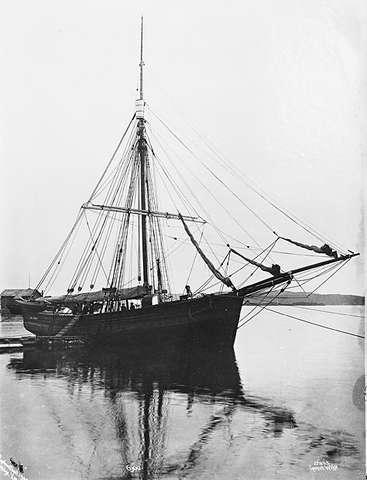
Imagen de 1903.